# Alojzy Korzeniewski
Alojzy Korzeniewski (zm. 1826) – fizyk i kaznodzieja z zakonu dominikanów, prześladowany przez carskie władze. Pochodził z rodziny szlacheckiej Korzhenёvskih.

## Publikacje
Wydał m.in.:
- Traktat początkowy Fizyki (Wilno, 1806),
- Kazania na niedziele i uroczystości, tajemnice Roku calego, oraz na Dnie niektórych Świętych (Warszawa, 1824-1825).